# روکیتنانی
روکیتنانی (به چکی: Rokytňany) یک منطقهٔ مسکونی در جمهوری چک است که در شهرستان ییچین واقع شده‌است.